# When Incubus Attacks Volume 1
When Incubus Attacks Volume 1 è il terzo EP del gruppo musicale statunitense Incubus, pubblicato il 22 agosto 2000 dalla Epic Records e dalla Immortal Records.

## Tracce
1. Pardon Me (Acoustic) – 3:53
2. Stellar (Acoustic) – 3:15
3. Make Yourself (Acoustic) – 3:23
4. Crowded Elevator – 4:46
5. Favorite Things (Live) – 3:56
6. Pardon Me (Live) – 8:23

## Formazione
- Brandon Boyd – voce
- Mike Einziger – chitarra
- Dirk Lance – basso
- Chris Kilmore – giradischi
- José Pasillas – batteria

## Classifiche
| Classifica (2000) | Posizione massima |
| ----------------- | ----------------- |
| Stati Uniti       | 41                |